# Ruadrí, 1. Earl of Mar
Ruadrí, 1. Earl of Mar (auch Ruadri oder Rotheri, † nach 1136), war ein schottischer Adliger.

## Leben
Über sein Leben sind nur wenige Details bekannt, er bezeugte vor 1136 zwei königliche Urkunden. Er gilt als einer der ersten schottischen Adeligen, bei denen der Übergang zwischen dem alten keltischen Stammessystem und der neuen Idee einer feudalen Territorialherrschaft nachvollziehbar ist: Auf der Gründungsurkunde der Abtei von Scone aus dem Jahr 1114 ist sein Name Rotheri mit der gälischen Bezeichnung Mormaor zu finden; auf einer Urkunde der Abtei von Dunfermline aus dem Jahr 1128 tritt er als Zeuge der Unterschrift für König David I. bereits unter der anglisierten Titelbezeichnung earllis auf. Im Jahr 1130 wird er in den gälischen Notizen des Book of Deer als Ruadrí mormar Marr geführt, 1132 war er erneut Zeuge einer Beurkundung, dieses Mal für Gartnait, Mormaor of Buchan.